# Zamarada pinheyi
Zamarada pinheyi är en fjärilsart som beskrevs av Fletcher 1956. Zamarada pinheyi ingår i släktet Zamarada och familjen mätare. Inga underarter finns listade i Catalogue of Life.